# Maguba Sirtlanova
Maguba Gusejnovna Sirtlanova (rusko Магуба Гусейновна Сыртланова, tatarsko Мәгубә Хөсәен кызы Сыртланова), tatarska pilotka, * 15. julij [J.K. 2. julij] 1912, Belebej, † 1. oktober 1971, Kazan. 
Med drugo svetovno vojno je bila s činom poročnika namestnica poveljnika skvadrona 46. polka nočnih bombnikov (z nadimkom Nočne čarovnice) 15. maja 1946 je za 780 bojnih poletov prejela naziv Heroj Sovjetske zveze.

## Nagrade
- Heroj Sovjetske zveze (15. maja 1946)
- Red Lenina (15. maja 1946)
- dva Reda rdeče zastave (28. maja 1943 in 22. maja 1945)
- Red domovinske vojne 2. razreda (20. oktobra 1943)
- Red rdeče zvezde (26. aprila 1944)